# Gröningen
Gröningen è una città tedesca di 3 573 abitanti situata nel land della Sassonia-Anhalt.

## Storia

### Simboli

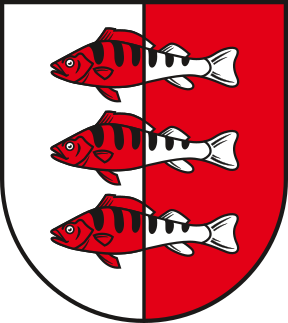
Stemma di Gröningen

Nel 1535, il cardinale Alberto di Hohenzollern, vescovo di Halberstadt, conferì uno stemma al villaggio di Gröningen. Gli smalti argento e rosso e la partizione sono ripresi dallo stemma della Principato vescovile di Halberstadt, a cui apparteneva.
Il pesce persico era simbolo delle famiglie Bars (o Barsewisch) e Rathgebe che amministravano il vescovado.

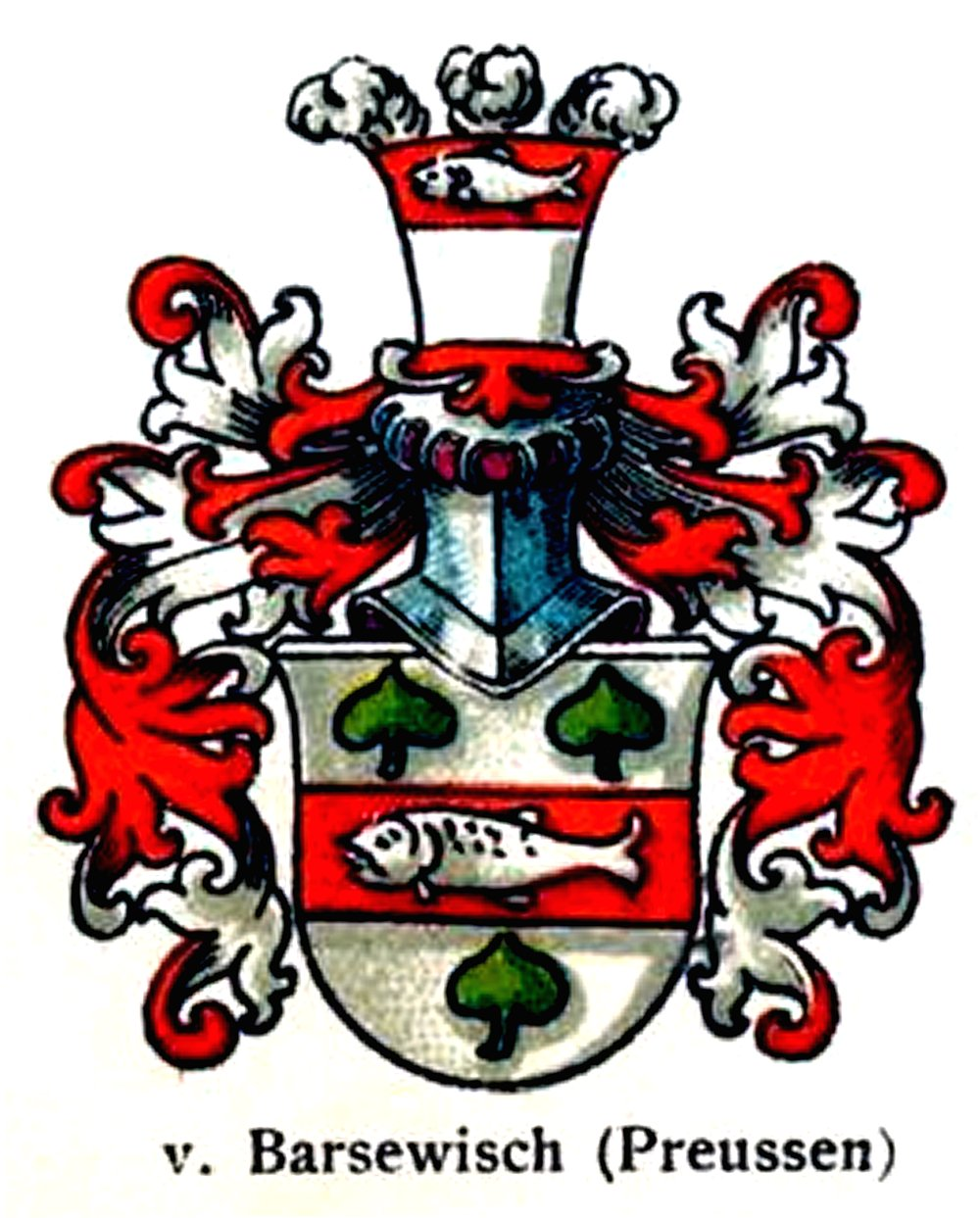
Stemma dei Barsewisch

Nel 1994 lo stemma è stato ridisegnato nella forma attuale dall'araldista Jörg Mantzsch ed approvato il 20 marzo 1995 dal consiglio regionale di Magdeburgo.